# Parmignola
La Parmignola è un torrente italiano  che scorre al confine tra la Liguria (provincia della Spezia) e la Toscana (provincia di Massa-Carrara).

## Corso del torrente
La Parmignola nasce dal monte Pizzacuto (826 m s.l.m.), in Toscana (comune di Carrara), nelle Alpi Apuane; il suo primo tratto prende il nome di torrente Iara. Entra poi nel comune di Luni, in Liguria, e, con andamento grossomodo da nord a sud, ne attraversa il territorio, oltrepassando la frazione Casano e ricevendo a Dogana il contributo del canale Lunense, che lo raggiunge in sinistra idrografica. Dopo essere strato sovrappassato dall'Aurelia e dalla ferrovia Genova-Pisa, il suo corso viene incanalato da arginature artificiali rettilinee. Nell’ultimo tratto del suo corso segna il confine tra la Liguria (comune di Sarzana) e la Toscana (comune di Carrara), venendo anche superato dall’autostrada A12. Sfocia nel mar Ligure tra Marinella di Sarzana e la zona di Carrara Fiere (Marina di Carrara).

## Regime
Il regime idraulico della Parmignola è tipicamente torrentizio ed è influenzato dal clima mediterraneo dell’area costiera nella quale è collocato il suo piccolo bacino idrografico. In caso di forti precipitazioni, in particolare autunnali, il corso d’acqua può anche esondare, allagando le aree circostanti, come è accaduto, ad esempio, negli autunni del 1996 e del 2012.

## Storia

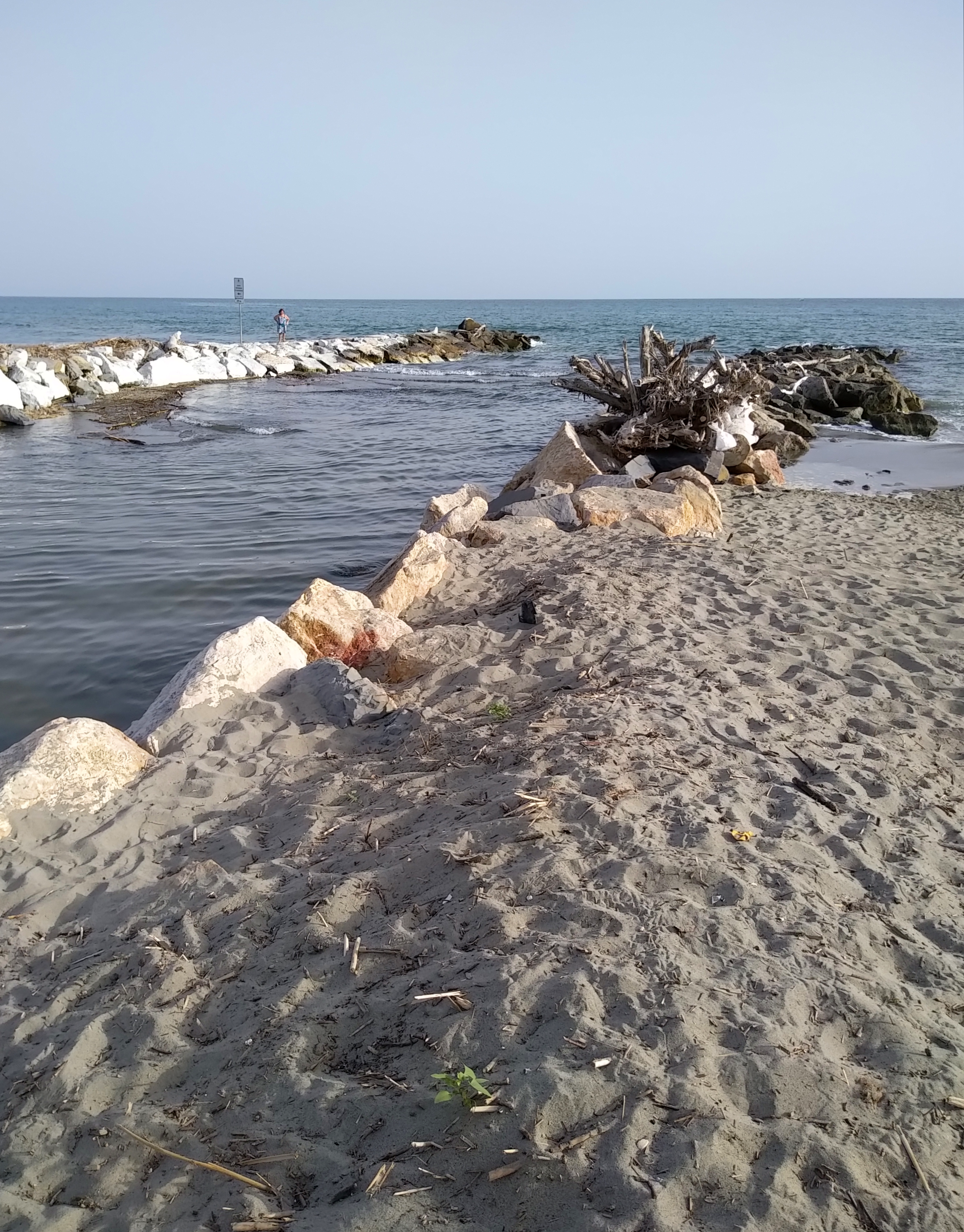
La foce nel Mar Ligure

Nell’Italia preunitaria il tratto terminale della Parmignola, che oggi segna il confine tra Liguria e Toscana, era parte del confine tra il Regno di Sardegna e il Ducato di Modena, mentre, prima ancora, tra la Repubblica di Genova e il Principato di Carrara.
Nel corso della seconda guerra mondiale, lungo il torrente l’esercito tedesco costruì alcune postazioni di artiglieria e un muraglione anticarro, che facevano parte della Linea Gotica.